# اوپو الکترونیکس
اوپو الکترونیکس کورپ. تولیدکننده وسایل الکترونیکی در دونگوان  واقع در گوانگدونگ چین می‌باشد. محصولات عمده خط تولید این شرکت عبارتند از: ام پی ۳ پلیر، مدیا پلیرهای قابل حمل، ال‌سی‌دی تلویزیون‌ها، کتاب خوان‌های الکترونیکی، پخش‌کننده دی‌وی‌دی و اسمارت فون‌ها. این شرکت در ۲۰۰۱ تأسیس شد. این شرکت در نقاط زیادی از جهان با نام برند اوپو شناخته می‌شود.

## تاریخچه شرکت اوپو
نام تجاری «اوپو» در سال ۲۰۰۱میلادی در چین به ثبت رسید و در سال ۲۰۰۴ این شرکت به صورت رسمی راه اندازی شد. در طی سال‌های گذشته شرکت اوپو تا به امروز در ۵۰ کشور جهان فعالیت میکند.
درسال ۲۰۱۴میلادی برند اوپو بزرگترین تولیدکننده گوشی‌های هوشمند در چین شد، گوشی‌های خود را در بیش از ۲۰۰٬۰۰۰ خرده فروشی به فروش رساند. اوپو برترین برند گوشی‌های هوشمند در چین در سال ۲۰۱۹ بود و از نظر سهم بازار در رتبه پنجم در سراسر جهان قرار گرفت.